# Ibn Hauschab
Ibn Hauschab († 914) war ein bedeutender Missionar der Ismailiten im Jemen.
Abu l-Qasim al-Hasan ibn Faradsch ibn Hauschab ibn Zādhān / أبو القاسم الحسن بن فرج بن حوشب بن زاذان / Abū ʾl-Qāsim al-Ḥasan b. Faraǧ b. Ḥaušab b. Zāḏān stammte aus Sawad bei Kufa im Irak. Er war als Leinweber oder Zimmermann tätig und schloss sich der Lehre der Ismailiten unter der Führung der Fatimiden an. 881 begab er sich mit Ali ibn al-Fadl zur Mission in den Jemen, wo er bei den Bergstämmen nördlich von Sanaa eine größere Anhängerschaft gewinnen konnte. Ibn Hauschab sandte vom Jemen aus auch Missionare (dāʿī) nach Sindh (Indien) und in die Golfregion.
Nachdem Ali ibn al-Fadl mit einer eigenständigen Mission um Taizz begonnen hatte, begann Ibn Hauschab 885 mit der Errichtung einer Herrschaft und konnte die herrschenden Yuʿfiriden weitgehend zurückdrängen und 905 sogar deren Hauptstadt Schibam zeitweise besetzen. Zwar beherrschte er nun mit al-Fadl fast den gesamten Jemen, doch zerbrach die Einigkeit der beiden Missionare um 911, als Ibn Hauschab den Fatimiden Abdallah al-Mahdi als rechtmäßigen Führer der Ismailiten anerkannte, was al-Fadl ablehnte. Zeitweise kam es sogar zu Kämpfen zwischen Ibn Hauschab und al-Fadl, die aber bald durch einen Ausgleich beendet wurden. Ibn Hauschab starb 914 im Jemen.